# Christian Wilhelm von Prittwitz und Gaffron
Christian Wilhelm von Prittwitz und Gaffron (* 11. Mai 1739 in Gramschütz; † 22. August 1807 in Gnadenfrei, Kreis Reichenbach (Eulengebirge)) war ein preußischer Offizier, Landrat und Autor.

## Herkunft und Werdegang
Christian Wilhelm von Prittwitz und Gaffron war Angehöriger des schlesischen Adelsgeschlechts Prittwitz und Gaffron. Er war der Sohn von Carl Moritz von Prittwitz und Gaffron (1701–1749), Erbherr auf Gramschütz, Kreisdeputierter und dessen Ehefrau (⚭ 10. März 1734) Anna Eleonore (1714–1771), geb. von Paczensky und Tenczin. Ein älterer Bruder war der preußischer Kammerdirektor, Geheim-, Justiz- und Landrat des Kreises Glatz, Carl Wenzel von Prittwitz und Gaffron (1734–1806).
Nach seinem Eintritt in die Preußische Armee nahm Christian Wilhelm im Rang eines Leutnants am Siebenjährigen Krieg teil. Nach einer schweren Verwundung wurde er von seinem Militärdienst verabschiedet. Daraufhin ließ er sich im Kreis Reichenbach nieder, wo er das Gut Kuchendorf erwarb. 1763 wurde er in der Nachfolge von Carl Wenzel von Tschepe und Weidenbach zum Landrat des Kreises Frankenstein ernannt. Das Amt als Landrat übte er bis zu seinem Abschied im Februar 1781 aus, Nachfolger wurde Carl Gottlieb Ferdinand von Sandretzki.
Christian Wilhelm von Prittwitz und Gaffron war seit dem 25. Oktober 1772 mit Sophie Renate Christiane (1741–1809), geb. von Kreckwitz, verheiratet. Ein Sohn aus dieser Ehe war Karl Christian von Prittwitz und Gaffron (* 12. Oktober 1773; † 25. Januar 1830), preußischer Landrat, Marschkommissar und Landesältester.

## Publikation
- „Ich bin ein Preuße ...“ Jugend und Kriegsleben eines preußischen Offiziers im Siebenjährigen Krieg, Reprint Band 2. Hüttemann, Paderborn, 1989. OCLC 246827461
- Unter der Fahne des Herzogs von Bevern, Jugenderinnerungen des Christian Wilhelm von Prittwitz und Gaffron. Zum Druck gebracht von Hans Werner von Hugo und Hans Jessen, Korn, Breslau (1935), Herrnhuter. OCLC 174623802